# Грыса, Томаш
Томаш Кшиштоф Грыса (пол. Tomasz Krzysztof Grysa; род. 16 октября 1970, Познань, Польская Народная Республика) — польский прелат и ватиканский дипломат. Титулярный архиепископ Рубикона с 27 сентября 2022. Апостольский нунций на Мадагаскаре и апостольский делегат на Коморах с 27 сентября 2022. Апостольский нунций на Сейшельских Островах с 9 февраля 2023. Апостольский нунций на Маврикии с 21 марта 2023.